# Łukasz Fabiański
Łukasz Marek Fabiański [ˈwukaʃ faˈbʲaɲski] (* 18. April 1985 in Kostrzyn, Woiwodschaft Gorzów) ist ein polnischer Fußballtorwart.

## Karriere

### Im Verein
Der Torhüter begann seine Karriere 1999 bei Polonia Słubice. 2002 wechselte er zu MSP Szamotuły. Über die Provinzvereine Lubuszanin Drezdenko, Sparta Brodnica und Mieszko Gniezno kam er 2004 als Ersatztorhüter zu Lech Posen. In der Winterpause ging er zu Legia Warschau, wo er mit Beginn der Saison 2005/2006 Stammtorhüter wurde, nachdem Artur Boruc zu Celtic Glasgow gewechselt ist. Fabiański verpasste in der gesamten Saison keine einzige Minute und wurde neben dem Gewinn der Meisterschaft auch zum besten Torhüter der polnischen Liga gewählt.
Zur Saison 2007/08 wechselte er zum englischen Premier-League-Verein FC Arsenal. Er war dort allerdings hinter Manuel Almunia nur Ersatztorhüter beim Londoner Spitzenklub. Dennoch kam er in der Saison zu einem Einsatz, ohne dass die beiden vor ihm positionierten Torhüter verletzt gewesen wären, als Trainer Arsène Wenger ihn im Streit um die Torhüterposition zwischen Lehmann und Almunia am 36. Spieltag einsetzte. Danach kam er weiterhin zu sporadischen Einsätzen, konnte sich aber nicht dauerhaft im Tor von Arsenal etablieren. Als sich in der Saison 2010/11 der damalige Stammtorhüter Manuel Almunia verletzte, nahm Fabiański dessen Platz ein und absolvierte wettbewerbsübergreifend 20 Spiele. Doch während dieser Zeit verletzte er sich ebenfalls und wurde durch Wojciech Szczęsny ersetzt, der ebenso sein Konkurrent in der Nationalmannschaft ist.
Am 29. Mai 2014 gab Swansea City die Verpflichtung von Fabiański bekannt. Dort war er in den folgenden beiden Spielzeiten Stammtorwart und verpasste in jeder Saison jeweils nur ein Spiel.
Zur Saison 2018/19 verließ Fabianski den Absteiger Swansea City und wechselte zum Premier-League-Club West Ham United. Im Sommer 2025 verließ er den Verein nach sieben Jahren.

### In der Nationalmannschaft
In der polnischen Nationalmannschaft debütierte der frühere U-21-Nationalspieler am 28. März 2006 gegen Saudi-Arabien in Riad. Der damalige Nationaltrainer Paweł Janas nominierte ihn auch als dritten Torhüter für den polnischen WM-Kader 2006. Unter dem letzten Nationaltrainer Polens, Leo Beenhakker, wurde er sogar zum zweiten National-Torwart hinter Artur Boruc und stand im Kader der polnischen Nationalmannschaft bei der Europameisterschaft 2008 in Österreich und der Schweiz. Bei diesem Turnier kam er allerdings, wie bereits bei der Weltmeisterschaft 2006, nicht zum Einsatz.
In der folgenden WM-Qualifikation stand er dreimal als Nummer eins im Tor, musste dann aber aufgrund einer längerwierigen Knieverletzung passen. Weitere Verletzungen warfen ihn in der Folge zurück, zwischendurch absolvierte er einige Freundschaftsspiele, aber erst 2013 kehrte er als Nummer zwei ins Nationalteam zurück. Nach einem Einsatz im Freundschaftsspiel gegen die Schweiz im November 2014 übernahm er in den verbleibenden 6 Spielen der Qualifikation für die Fußball-Europameisterschaft 2016 in Frankreich den Platz im Tor und gehörte anschließend zum polnischen EM-Aufgebot. Aufgrund einer Verletzung von Wojciech Szczęsny stand er bei den Partien gegen Deutschland und Ukraine in der Gruppenphase sowie auch im Achtelfinale gegen die Schweiz und im Viertelfinale gegen Portugal im Tor.
Bei der Weltmeisterschaft 2018 in Russland gehörte er zum polnischen Aufgebot. Er wurde im letzten Gruppenspiel eingesetzt und schied mit der Mannschaft nach der Gruppenphase aus.
Zur Fußball-Europameisterschaft 2021 wurde er in den polnischen Kader berufen, kam aber mit diesem nicht über die Gruppenphase hinaus.

## Erfolge und Auszeichnungen
Erfolge
- Englischer Pokalsieger: 2014
- Polnischer Meister: 2006
- Conference League: 2023

Auszeichnungen
- Polnischer Fußballer des Jahres: 2018